# Berliet BD
Der Berliet BD war ein nur als Chassis erhältliches Pkw-Modell des Fahrzeugherstellers Berliet in Lyon aus dem Jahre 1909, welches wegen seiner effektiven Motorleistung auch als Berliet 8 CV bezeichnet wird.

## Geschichte und Technik
Das Fahrzeug erhielt seine allgemeine Betriebserlaubnis durch den örtlich und sachlich zuständigen Inspecteur des Mines im April 1909. Überliefert ist das Chassisnummernband 6001–6100, falls weitere Nummernbänder nicht vergeben wurden, wären danach maximal 100 Fahrzeuge dieses Typs hergestellt worden.
Der Zweizylindermotor hatte eine Bohrung von 80 und einen Hub von 120 mm, also einen Hubraum von 1206 cm³. Steuerlich war das Auto mit 8 CV fiscaux eingestuft, die bei 1150/min entwickelte effektive Leistung ist nicht überliefert.
Das Getriebe hatte drei Vorwärtsgänge und einen Rückwärtsgang. Der Radstand betrug 2,525 m.
Der Antrieb erfolgte über eine Kardanwelle auf die Hinterachse. Das Fahrzeug hatte Rechtslenkung.

## Variante
In einer englischen Quelle wird ein „Berliet 8HP“ für das Jahr 1909 mit anderen Motordaten beschrieben: Zwei Zylinder, Bohrung × Hub 80 × 90 mm, 905 cm³ Hubraum. In den fiches des mines des Hauses Berliet ist dazu nichts zu finden. Ob es sich hier um ein Schreibversehen eines britischen Autors oder um eine nur in Großbritannien erhältliche Sonderausführung handelte (die natürlich in Frankreich keine Betriebserlaubnis benötigte), muss derzeit offenbleiben.

## Lieferwagen
In einem Katalog von Berliet aus dem Jahre 1910 wird eine Lieferwagen-Variante vor den Fahrzeugtypen B, Berliet N und Berliet M beschrieben: gleicher Motor, Radstand 2,825 m, Nutzlast 600 kg.